# Доценко, Тарас Степанович
Тарас Степанович Доценко (1907—1970) — майор Рабоче-крестьянской Красной Армии, участник Великой Отечественной войны, Герой Советского Союза (1944).

## Биография
Тарас Доценко родился 20 декабря 1907 года в селе Новосёловка (ныне — Ореховский район Запорожской области Украины) в крестьянской семье. После окончания неполной средней школы работал слесарем завода «Запорожсталь». Окончил курсы усовершенствования командного состава запаса. В июне 1941 года Доценко был призван на службу в Рабоче-крестьянскую Красную Армию. С июля того же года — на фронтах Великой Отечественной войны. К ноябрю 1943 года старший лейтенант Тарас Доценко командовал батальоном 1118-го стрелкового полка 333-й стрелковой дивизии 6-й армии 3-го Украинского фронта. Отличился во время битвы за Днепр.
26 ноября 1943 года батальон Доценко переправился через Днепр в районе села Каневское Запорожского района Запорожской области Украинской ССР и принял активное участие в захвате, удержании и расширении плацдарма, отбив шесть немецких контратак, уничтожив танк, бронемашину, пять орудий, а также более 200 солдат и офицеров противника.
Указом Президиума Верховного Совета СССР от 22 февраля 1944 года старший лейтенант Тарас Доценко был удостоен высокого звания Героя Советского Союза с вручением ордена Ленина и медали «Золотая Звезда».
В 1945 году в звании майора Доценко был уволен в запас. Проживал в Киеве, работал начальником автобусной станции. Скончался 17 марта 1970 года.
Был также награждён орденами Александра Невского и Отечественной войны 1-й степеней, а также рядом медалей.